# Плотичанська сільська рада
Плоти́чанська сільська́ ра́да — адміністративно-територіальна одиниця та орган місцевого самоврядування в Козівському районі Тернопільської області. Адміністративний центр — село Плотича.

## Загальні відомості
- Територія ради: 0,213 км²
- Населення ради: 586 осіб (станом на 2001 рік)
- Територією ради протікає річка Стрипа

## Населені пункти
Сільській раді підпорядковані населені пункти:
- с. Плотича

## Склад ради
Рада складається з 15 депутатів та голови.
- Голова ради: Савич Світлана Леонідівна
- Секретар ради: Мацелюх Володимир Васильович

### Керівний склад попередніх скликань
| Прізвище, ім'я, по батькові | Основні відомості                                                 | Дата обрання | Дата звільнення |
| --------------------------- | ----------------------------------------------------------------- | ------------ | --------------- |
| Савич Світлана Леонідівна   | Сільський голова, 1972 року народження, освіта вища, позапартійна | 26.03.2006   | 31.10.2010      |
| Савич Світлана Леонідівна   | Сільський голова, 1972 року народження, освіта вища, позапартійна | 31.10.2010   |                 |

Примітка: таблиця складена за даними сайту Верховної Ради України

### Депутати
За результатами місцевих виборів 2010 року депутатами ради стали:

#### За суб'єктами висування
| Суб'єкт висування | Кількість обраних депутатів | %   |
| ----------------- | --------------------------- | --- |
| Самовисування     | 15                          | 100 |

#### За округами
| № округу | Прізвище, ім'я, по батькові   | Дата визнання обраним | Освіта             | Партійна приналежність | Відомості про обраного депутата            |
| -------- | ----------------------------- | --------------------- | ------------------ | ---------------------- | ------------------------------------------ |
| 1        | Кушнір Петро Васильович       | 02.11.2010            | середня спеціальна | позапартійний          | Козівське УГАЗ, слюсар                     |
| 2        | Козіцький Тарас Романович     | 02.11.2010            | незакінчена вища   | позапартійний          | БАТІ, студент                              |
| 3        | Питель Тарас Васильович       | 16.09.2012            | середня            | позапартійний          | ПТУ № 1 м. Тернопіль, студент              |
| 4        | Насушний Назар Богданович     | 24.02.2013            | незакінчена вища   | позапартійний          | тимчасово не працює                        |
| 5        | Брилінський Сергій Богданович | 02.11.2010            | вища               | позапартійний          | тимчасово не працює                        |
| 6        | Гніздюх Богдан Іванович       | 02.11.2010            | середня            | позапартійний          | тимчасово не працює                        |
| 7        | Гач Богдан Йосипович          | 02.11.2010            | середня            | позапартійний          | пенсіонер                                  |
| 8        | Вергун Андрій Збигневич       | 02.11.2010            | середня            | позапартійний          | тимчасово не працює                        |
| 9        | Яриняк Микола Мирославович    | 02.11.2010            | вища               | позапартійний          | тимчасово не працює                        |
| 10       | Мандзій Світлана Петрівна     | 02.11.2010            | середня            | позапартійна           | тимчасово не працює                        |
| 11       | Петрик Галина Володимирівна   | 02.11.2010            | середня            | позапартійна           | Плотичанське відділення зв'язку, начальник |
| 12       | Мельничук Наталія Миколаївна  | 02.11.2010            | вища               | позапартійна           | тимчасово не працює                        |
| 13       | Зятик Михайло Ігорович        | 05.02.2012            | середня спеціальна | позапартійний          | тимчасово не працює                        |
| 14       | Дорош Василь Степанович       | 26.05.2013            | незакінчена вища   | позапартійний          | тимчасово не працює                        |
| 15       | Мацелюх Володимир Васильович  | 02.11.2010            | вища               | позапартійний          | Сільська рада, секретар Виконкому          |